# Élősködő bocskorosgomba
Az élősködő bocskorosgomba (Volvariella surrecta) a csengettyűgombafélék családjába tartozó, nagyobb termető kalaposgombákon (főleg szürke tölcsérgombán) élősködő, ritka gombafaj.

## Megjelenése
Az élősködő bocskorosgomba kalapja 3-8 cm széles, fiatalon tojás vagy félgömb alakú, majd domború lesz, ritkán laposan kiterül. Színe piszkosfehéres, középen szürkésbarnás lehet. Felülete fiatalon selymes-szálas, később széle kissé rojtos. Húsa vékony, íze és szaga kellemes, de nem jellegzetes.
Széles, sűrű lemezei szabadon állnak. Kezdetben fehér színűek, a spórák érésével rózsaszínesek lesznek.
Spórapora rózsaszín. Spórája elliptikus, sima, mérete 5-7 x 3-5 μm.
Tönkje 3-6 cm magas és 0,5-1,2 cm vastag. Felfelé vékonyodó. Színe fehéres, felülete finoman pelyhes, alján húsos, fehéres bocskort visel. Az aljzathoz alkalmazkodva gyakran csavarodott.

### Hasonló fajok
Gombapartnerével együtt könnyen felismerhető. Anélkül a szintén selymes kalapú óriás bocskorosgombával, a fehér selyemgombával, esetleg fiatal gyilkos galócával lehet összetéveszteni.

## Elterjedése és termőhelye
Eurázsiában, Észak-Amerikában, Észak-Afrikában, Új-Zélandon honos. Magyarországon ritka.
Tölcsérgombákon (főleg szürke tölcsérgombán), ritkábban pereszkéken élősködik. A megtámadott gomba gyakran eldeformálódik, lemezei elsatnyulnak, spórát nem képez. Termőteste megjelenésének előfeltétele a hosszan tartó, enyhe, csapadékos ősz. Október-novemberben terem.
Nem ehető, ritkasága miatt kímélendő gomba.

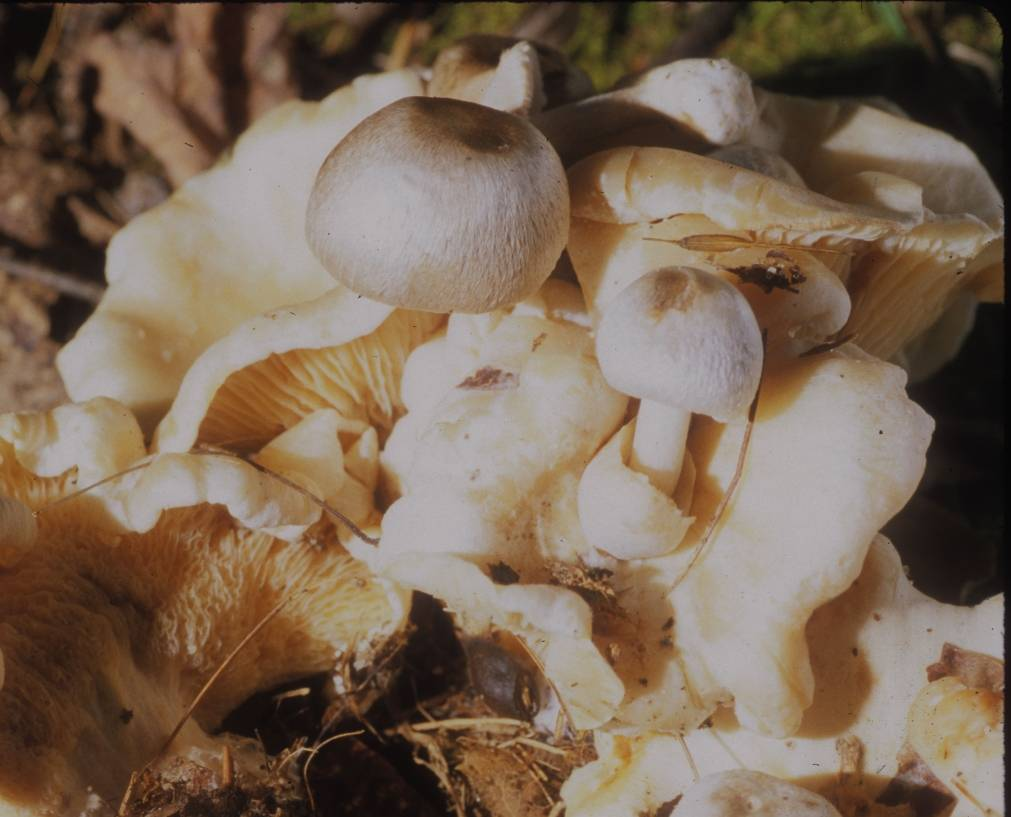
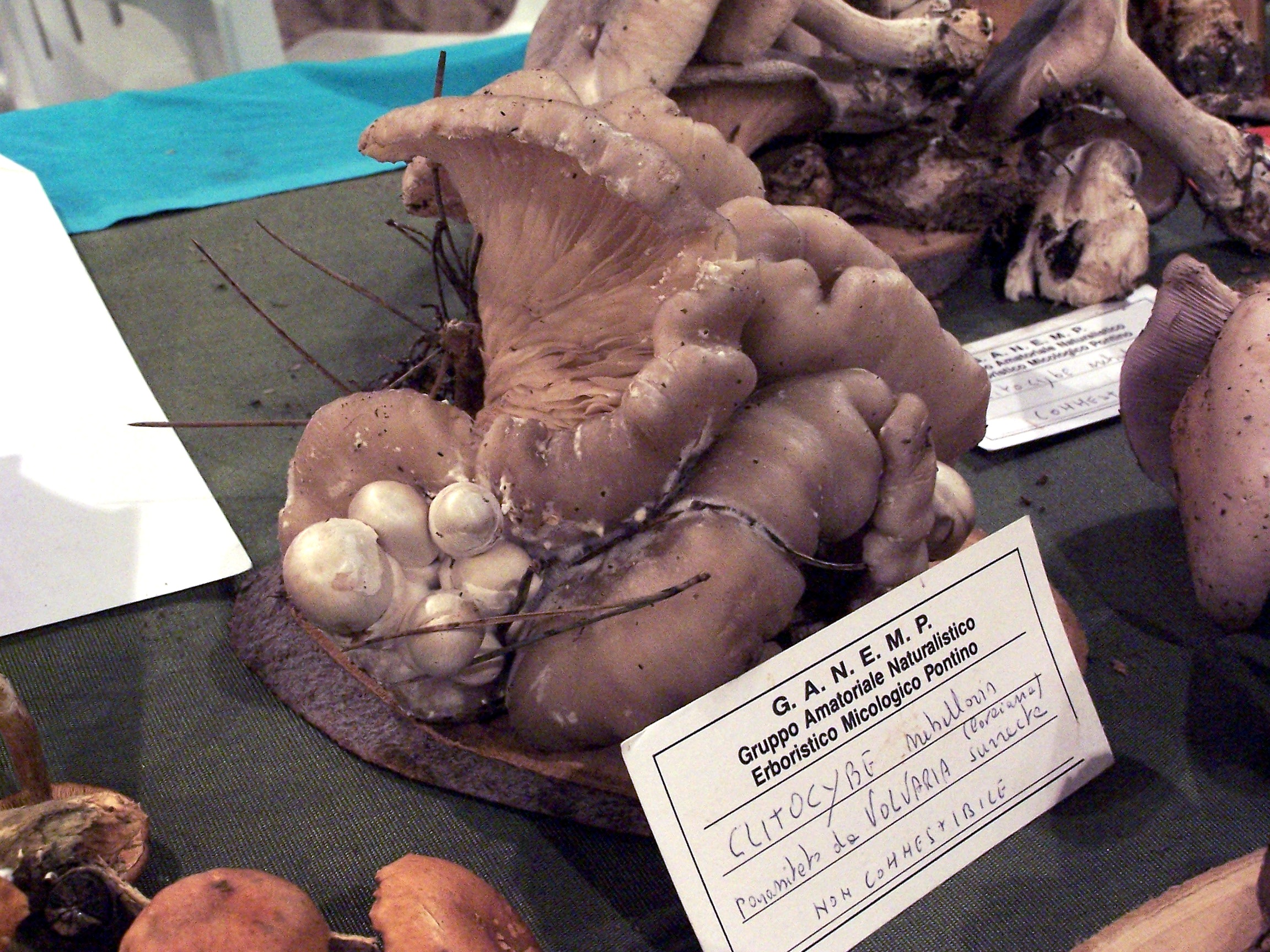
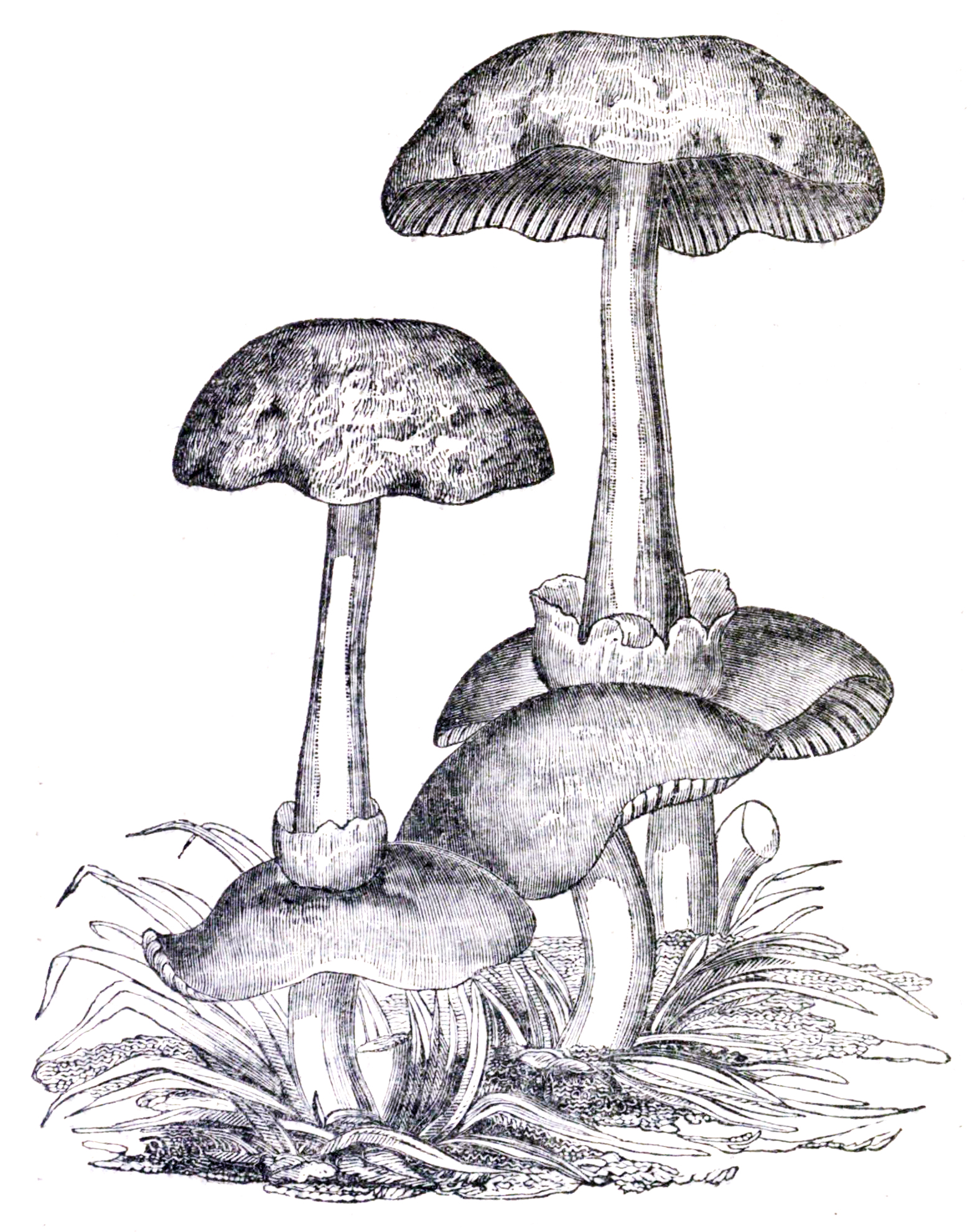